# Hugh Fraser (9e Lord Lovat)
Pour les articles homonymes, voir Hugh Fraser.
Hugh Fraser, 9e Lord Lovat (1666-1696), est le chef héréditaire du clan Fraser de Lovat, mais la période de sa seigneurie est généralement considérée comme une période troublée pour le clan.

## Jeunesse
Il est le fils de Hugh Fraser, 8e Lord Lovat (2 mai 1643/1649-27 avril 1672) et d'Anne MacKenzie. Ses deux parents meurent quand il est jeune, et il est élevé dès l'âge de six ans à Castle Leod par son oncle et tuteur, George Mackenzie (1er comte de Cromartie). Un historien décrit cela comme « une sorte d'enlèvement génétique » de l'autorité principale, afin d'étendre le pouvoir du clan Mackenzie dans les terres adjacentes du Fraser. La gestion des domaines Lovat est placée sous le contrôle du comte de Seaforth, chef du Clan MacKenzie.

## Mariage et famille
En 1687, Tarbat renforce encore son contrôle sur le clan Fraser en faisant en sorte que Hugh épouse Lady Amelia Murray. Elle est la fille du marquis d'Atholl, un membre important du puissant clan Murray. Le contrat de mariage contient une clause inhabituelle. Au lieu de la situation habituelle d'une branche cadette prenant en charge la seigneurie en l'absence d'héritier mâle, les domaines et le titre de Lovat reviendraient à la fille aînée. Si elle épouse quelqu'un du nom de Fraser, son mari prendrait alors le contrôle. C'est un moyen possible pour un homme de n'importe quel clan de prendre le contrôle des domaines Lovat simplement en adoptant légalement le nom Fraser.
Hugh et Amelia ont plusieurs filles : Amelia (née en 1686) Anne (née en 1689), Catherine (en av. 1692) et Margaret (née en 1695). Il a deux fils, Hugh (né en 1690) et John (né en 1695), mais les deux garçons sont décédés avant lui, ce qui donne une importance accrue à la clause de son contrat de mariage.

## Leader du clan
Hugh, connu uniquement pour son « pauvre calibre physique et mental » est un chef inefficace de son clan. Lors du soulèvement jacobite de 1689 à la suite de la «Glorieuse Révolution », Hugh ordonne à ses membres de son clan de rester en dehors du combat. En cela, il est sans aucun doute influencé par ses parents Mackenzie et Murray, qui se sont rangés du côté du gouvernement. Cependant, les membres du clan affluent du côté jacobite à la place, sous la direction d'autres gentilshommes Fraser.

## Mort précoce
En 1696, l'année de la mort de son dernier fils John, il répudie la clause inhabituelle de son contrat de mariage avec Amelia Murray comme ayant été faite sous la contrainte, et il cède la succession à son cousin, Thomas Fraser (10e Lord Lovat) (en). Quelques mois plus tard, peut-être à cause d'une consommation excessive d'alcool, Hugh meurt lui-même, à l'âge de 30 ans. Cela met fin à la lignée masculine directe des Lovat Frasers remontant à 1458.